# Puchar CEV siatkarek (1993/1994)
Puchar CEV siatkarek 1993/1994 – 14. sezon turnieju rozgrywanego od 1980 roku, organizowanego przez Europejską Konfederację Piłki Siatkowej (CEV) w ramach europejskich pucharów dla żeńskich klubowych zespołów siatkarskich "starego kontynentu".

## Drużyny uczestniczące
- ATSC Klagenfurt
- OK Kastela
- CS Kozani
- Climos Koper
- Yesilyurt Stambuł
- Makedonija Strumica
- Datovoc Tongeren
- Montana Luzern
- Dames Temse
- Ginasio Clube Castelo da Maia
- Cuesta Piedra Tenerife
- Elite Geneve
- Bayern Lohhof
- AS St. Raphael
- owerhouse Bellshill
- Wisła Kraków
- Akademik DKS Warna
- Flaros Bukareszt
- Slavia Praga
- Maritza Plovdiv
- Hit Casino Nova Gorica
- Hapoel Emek Hefer
- Iskra Ługańsk
- BKS Stal Bielsko-Biała
- Sandnes VBK
- CHMS Czelabińsk
- ASPTT Mulhouse
- CS Bertrange
- CV Tenerife
- Union Alt Brigittenau Wiedeń
- Alexandria Biała Cerkiew
- Mastra Mińsk
- NM Siauliai
- Universitatea Bacău
- Slavia VDSD Žilina
- Vyronos Ateny
- USC Münster
- CSKA Moskwa
- Impresa Guadagani Agrigento
- Eger SE
- Vakifbank Ankara
- Olymp Praga
- Messagero Teodora Ravenna
- Vasutas Budapeszt

## Rozgrywki

### Runda 1
| Data       | Drużyna 1         | Wynik | Drużyna 2           | Sety                             |
| ---------- | ----------------- | ----- | ------------------- | -------------------------------- |
| 09.10.1993 | ATSC Klagenfurt   | 3:2   | OK Kastela          | 12:15, 14:16, 15:10, 15:3, 15:11 |
| 16.10.1993 | ATSC Klagenfurt   | 2:3   | OK Kastela          | 16:17, 11:15, 15:4, 15:0, 13:15  |
| 09.10.1993 | CS Kozani         | 1:3   | Climos Koper        | 15:11, 5:15, 12:15, 6:15         |
| 17.10.1993 | CS Kozani         | 0:3   | Climos Koper        | 3:15, 11:15, 4:15                |
| 09.10.1993 | Yesilyurt Stambuł | 3:0   | Makedonija Strumica | 15:4, 15:1, 15:6                 |
| 16.10.1993 | Yesilyurt Stambuł | 3:0   | Makedonija Strumica | 15:4, 15:5, 15:10                |
| 10.10.1993 | Datovoc Tongeren  | 3:0   | Montana Luzern      | 15:8, 15:8, 15:7                 |
| 16.10.1993 | Datovoc Tongeren  | 1:3   | Montana Luzern      | 15:10, 7:15, 6:15, 13:15         |

### Runda 2
| Data       | Drużyna 1                | Wynik | Drużyna 2                     | Sety                             |
| ---------- | ------------------------ | ----- | ----------------------------- | -------------------------------- |
| 06.11.1993 | Dames Temse              | 3:0   | Ginasio Clube Castelo da Maia | 15:7, 15:12, 15:1                |
| 13.11.1993 | Dames Temse              | 2:3   | Ginasio Clube Castelo da Maia | 15:11 12:15, 15:9, 11:15, 9:15   |
| 06.11.1993 | Cuesta Piedra Tenerife   | 2:3   | Elite Geneve                  | 15:7, 15:10, 9:15, 2:15, 12:15   |
| 13.11.1993 | Cuesta Piedra Tenerife   | 1:3   | Elite Geneve                  | 15:9, 4:15, 4:15, 2:15           |
| 07.11.1993 | Bayern Lohhof            | 3:0   | AS St. Raphael                | 15:2, 15:4, 15:5                 |
| 13.11.1993 | Bayern Lohhof            | 3:2   | AS St. Raphael                | 11:15, 15:7, 15:8, 6:15, 17:15   |
| 07.11.1993 | Powerhouse Bellshill     | 0:3   | ATSC Klagenfurt               | 4:15, 5:15, 5:15                 |
| 13.11.1993 | Powerhouse Bellshill     | 0:3   | ATSC Klagenfurt               | 3:15, 14:16, 5:15                |
| 06.11.1993 | Wisła Kraków             | 3:1   | Climos Koper                  | 9:15, 15:7, 15:8, 15:4           |
| 13.11.1993 | Wisła Kraków             | 1:3   | Climos Koper                  | 15:12 9:15, 5:15, 10:15          |
| 06.11.1993 | Akademik DKS Warna       | 3:2   | Flaros Bukareszt              | 15:10, 14:16, 7:15, 15:8, 16:14  |
| 13.11.1993 | Akademik DKS Warna       | 0:3   | Flaros Bukareszt              | 6:15, 12:15, 12:15               |
| 06.11.1993 | Slavia Praga             | 3:0   | Maritza Plovdiv               | 15:12, 15:2, 15:3                |
| 13.11.1993 | Slavia Praga             | 0:3   | Maritza Plovdiv               | 10:15, 6:15, 11:15               |
| 06.11.1993 | Hit Casino Nova Gorica   | 3:2   | Hapoel Emek Hefer             | 12:15, 15:11, 4:15, 15:13, 15:12 |
| 14.11.1993 | Hit Casino Nova Gorica   | 0:3   | Hapoel Emek Hefer             | 5:15, 4:15, 8:15                 |
| 06.11.1993 | Iskra Ługańsk            | 3:0   | Stal Bielsko-Biała            | 15:6, 15:7, 16:14                |
| 13.11.1993 | Iskra Ługańsk            | 3:2   | Stal Bielsko-Biała            | 9:15, 14:16 17:16, 15:9, 15:11   |
| 06.11.1993 | Sandnes VBK              | 0:3   | CHMS Czelabińsk               | 3:15, 2:15, 6:15                 |
| 07.11.1993 | Sandnes VBK              | 0:3   | CHMS Czelabińsk               | 0:15, 8:15, 8:15                 |
| 06.11.1993 | ASPTT Mulhouse           | 3:0   | CS Bertrange                  | 15:4, 15:0, 15:5                 |
| 13.11.1993 | ASPTT Mulhouse           | 3:0   | CS Bertrange                  | 15:1, 15:6, 15:4                 |
| 06.11.1993 | CV Tenerife              | 3:0   | Union Alt Brigittenau Wiedeń  | 15:4, 15:1, 15:0                 |
| 14.11.1993 | CV Tenerife              | 3:0   | Union Alt Brigittenau Wiedeń  | 15:5, 15:0, 15:9                 |
| 13.11.1993 | Alexandria Biała Cerkiew | 3:0   | Mastra Mińsk                  | 15:5, 15:2, 15:5                 |
| 14.11.1993 | Alexandria Biała Cerkiew | 3:0   | Mastra Mińsk                  | 15:12, 15:8, 15:8                |
| 13.11.1993 | NM Siauliai              | 0:3   | Yesilyurt Stambuł             | 7:15, 2:15, 10:15                |
| 14.11.1993 | NM Siauliai              | 0:3   | Yesilyurt Stambuł             | 0:15, 14:16 9:15                 |
| 07.11.1993 | Datovoc Tongeren         | 3:0   | Universitatea Bacau           | 15:6, 15:9, 15:8                 |
| 14.11.1993 | Datovoc Tongeren         | 0:3   | Universitatea Bacau           | 6:15, 11:15, 3:15                |
| 13.11.1993 | Slavia VDSD Žilina       | 3:2   | Vyronos Ateny                 | 15:7, 11:15, 15:9, 13:15, 15:10  |
| 14.11.1993 | Slavia VDSD Žilina       | 3:0   | Vyronos Ateny                 | 15:11, 15:4, 16:14               |

### Runda 3
| Data       | Drużyna 1          | Wynik | Drużyna 2                | Sety                            |
| ---------- | ------------------ | ----- | ------------------------ | ------------------------------- |
| 04.12.1993 | Elite Geneve       | 3:1   | Dames Temse              | 8:15, 15:13, 15:8, 16:14        |
| 11.12.1993 | Elite Geneve       | 1:3   | Dames Temse              | 15:7 12:15, 14:16, 7:15         |
| 04.12.1993 | Bayern Lohhof      | 3:0   | ATSC Klagenfurt          | 15:8, 15:3, 15:3                |
| 11.12.1993 | Bayern Lohhof      | 3:1   | ATSC Klagenfurt          | 15:10, 15:8 14:16, 15:13        |
| 11.12.1993 | Wisła Kraków       | 3:0   | Flaros Bukareszt         | 15:2, 15:9, 15:8                |
| 12.12.1993 | Wisła Kraków       | 3:1   | Flaros Bukareszt         | 8:15, 15:8, 15:13, 15:13        |
| 04.12.1993 | Hapoel Emel Hefer  | 0:3   | Slavia Praha             | 8:15, 11:15, 3:15               |
| 11.12.1993 | Hapoel Emel Hefer  | 0:3   | Slavia Praha             | 8:15, 0:15, 4:15                |
| 05.12.1993 | Iskra Ługańsk      | 3:0   | CHMS Czelabińsk          | 15:5, 15:3, 17:16               |
| 12.12.1993 | Iskra Ługańsk      | 3:1   | CHMS Czelabińsk          | 5:15, 15:9, 15:6, 15:5          |
| 04.12.1993 | CV Tenerife        | 3:1   | ASPTT Mulhouse           | 14:16, 15:5, 15:5, 15:11        |
| 11.12.1993 | CV Tenerife        | 0:3   | ASPTT Mulhouse           | 13:15, 10:15, 6:15              |
| 05.12.1993 | Yesilyurt Stambuł  | 3:2   | Alexandria Biała Cerkiew | 15:9, 15:13, 9:15, 13:15, 16:14 |
| 12.12.1993 | Yesilyurt Stambuł  | 0:3   | Alexandria Biała Cerkiew | 3:15, 5:15, 9:15                |
| 04.12.1993 | Slavia VDSD Žilina | 3:1   | Universitatea Bacau      | 15:8, 9:15, 15:9, 15:6          |
| 12.12.1993 | Slavia VDSD Žilina | 0:3   | Universitatea Bacau      | 10:15, 8:15, 6:15               |

### 1/8 finału
| Data       | Drużyna 1                 | Wynik | Drużyna 2                   | Sety                             |
| ---------- | ------------------------- | ----- | --------------------------- | -------------------------------- |
| 12.01.1994 | Dames Temse               | 1:3   | USC Münster                 | 15:10, 2:15, 2:15, 4:15          |
| 19.01.1994 | Dames Temse               | 0:3   | USC Münster                 | 8:15, 0:15, 8:15                 |
| 12.01.1994 | Bayern Lohhof             | 3:0   | CSKA Moskwa                 | 15:13, 15:3, 15:6                |
| 19.01.1994 | Bayern Lohhof             | 0:3   | CSKA Moskwa                 | 5:15, 9:15, 9:15                 |
| 19.01.1994 | Wisła Kraków              | 1:3   | Impresa Guadagani Agrigento | 11:15, 15:11, 14:16, 5:15        |
| 20.01.1994 | Wisła Kraków              | 0:3   | Impresa Guadagani Agrigento | 9:15, 0:15, 16:17                |
| 13.01.1994 | Slavia Praha              | 2:3   | Eger SE                     | 15:13, 11:15, 15:13, 9:15, 12:15 |
| 20.01.1994 | Slavia Praha              | 0:3   | Eger SE                     | 8:15, 8:15, 4:15                 |
| 13.01.1994 | Vakifbank Ankara          | 3:2   | Iskra Ługańsk               | 15:13, 13:15, 9:15, 15:6, 15:12  |
| 20.01.1994 | Vakifbank Ankara          | 0:3   | Iskra Ługańsk               | 11:15, 10:15, 1:15               |
| 12.01.1994 | Olymp Praha               | 3:1   | ASPTT Mulhouse              | 11:15, 15:9, 15:11, 15:5         |
| 19.01.1994 | Olymp Praha               | 1:3   | ASPTT Mulhouse              | 7:15, 15:12, 8:15, 7:15          |
| 12.01.1994 | Messagero Teodora Ravenna | 3:0   | Alexandria Biała Cerkiew    | 15:3, 15:11, 15:10               |
| 19.01.1994 | Messagero Teodora Ravenna | 0:3   | Alexandria Biała Cerkiew    | 11:15, 9:15, 1:15                |
| 12.01.1994 | Vasutas Budapeszt         | 0:3   | Universitatea Bacau         | 5:15, 8:15, 5:15                 |
| 20.01.1994 | Vasutas Budapeszt         | 0:3   | Universitatea Bacau         | 9:15, 1:15, 4:15                 |

### 1/4 finału
| Data       | Drużyna 1                | Wynik | Drużyna 2                   | Sety                             |
| ---------- | ------------------------ | ----- | --------------------------- | -------------------------------- |
| 09.02.1994 | USC Münster              | 3:1   | Bayern Lohhof               | 15:4, 12:15, 15:2, 15:11         |
| 16.02.1994 | USC Münster              | 2:3   | Bayern Lohhof               | 12:15, 15:12, 15:7, 13:15, 12:15 |
| 09.02.1994 | Eger SE                  | 1:3   | Impresa Guadagani Agrigento | 9:15, 15:2, 4:15, 10:15          |
| 16.02.1994 | Eger SE                  | 2:3   | Impresa Guadagani Agrigento | 15:12, 16:14, 7:15, 6:15, 18:20  |
| 10.02.1994 | Iskra Ługańsk            | 3:0   | ASPTT Mulhouse              | 15:8, 15:2, 15:5                 |
| 16.02.1994 | Iskra Ługańsk            | 3:0   | ASPTT Mulhouse              | 15:13, 15:2, 15:6                |
| 10.02.1994 | Alexandria Biała Cerkiew | 3:1   | Universitatea Bacau         | 15:9, 15:11, 12:15, 15:11        |
| 17.02.1994 | Alexandria Biała Cerkiew | 3:1   | Universitatea Bacau         | 12:15, 15:6, 15:12, 15:5         |

### Turniej finałowy
Münster

#### Półfinał
| Data       | Drużyna 1                   | Wynik | Drużyna 2                | Sety                      |
| ---------- | --------------------------- | ----- | ------------------------ | ------------------------- |
| 05.03.1994 | Impresa Guadagani Agrigento | 3:0   | Iskra Ługańsk            | 15:8, 15:8, 15:13         |
| 05.03.1994 | USC Münster                 | 3:1   | Alexandria Biała Cerkiew | 15:12, 17:16, 12:15, 15:4 |

#### Mecz o 3. miejsce
| Data       | Drużyna 1     | Wynik | Drużyna 2                | Sety               |
| ---------- | ------------- | ----- | ------------------------ | ------------------ |
| 06.03.1994 | Iskra Ługańsk | 3:0   | Alexandria Biała Cerkiew | 15:13, 15:9, 15:13 |

#### Finał
| Data       | Drużyna 1   | Wynik | Drużyna 2                   | Sety                     |
| ---------- | ----------- | ----- | --------------------------- | ------------------------ |
| 06.03.1994 | USC Münster | 3:1   | Impresa Guadagani Agrigento | 14:16, 15:4, 15:6, 15:12 |

## Klasyfikacja końcowa
| Miejsce | Drużyna                     |
| ------- | --------------------------- |
| złoto   | USC Münster                 |
| srebro  | Impresa Guadagani Agrigento |
| brąz    | Iskra Ługańsk               |
| 4.      | Alexandria Biała Cerkiew    |